# Vagonzak

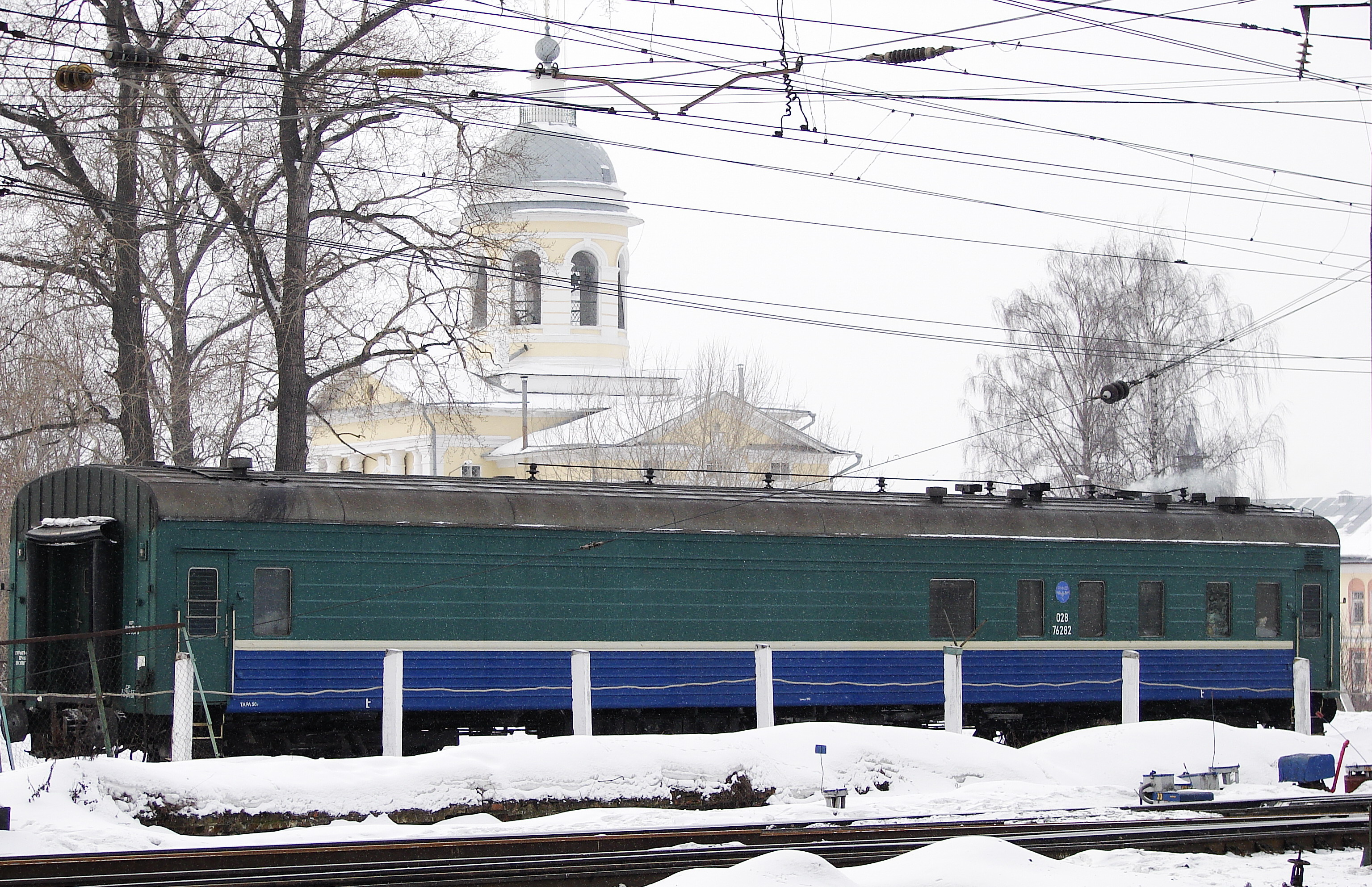
Vagonzak ve Vologdě

Vagonzak je speciální železniční vagón upravený pro přepravu vězňů na velmi dlouhé vzdálenosti, který se používá v Rusku a na Ukrajině. Slovo vagonzak (Вагонзак)  vzniklo zkrácením slovního spojení Вагон для заключённых. Oficiální název je vagon pro přepravu speciálních jednotek.

## Historie
V roce 1908 byly obyčejné nákladní vagóny předělány na první vagonzaky a používaly se na převoz vězňů z evropské části Ruska na Sibiř. Velmi často byly používány (stále upravené nákladní vagóny) za vlády Stalina a o cestách v těchto vagónech byla napsána spousta knih, například Souostroví Gulag, Krutá cesta a další. 

## Současnost

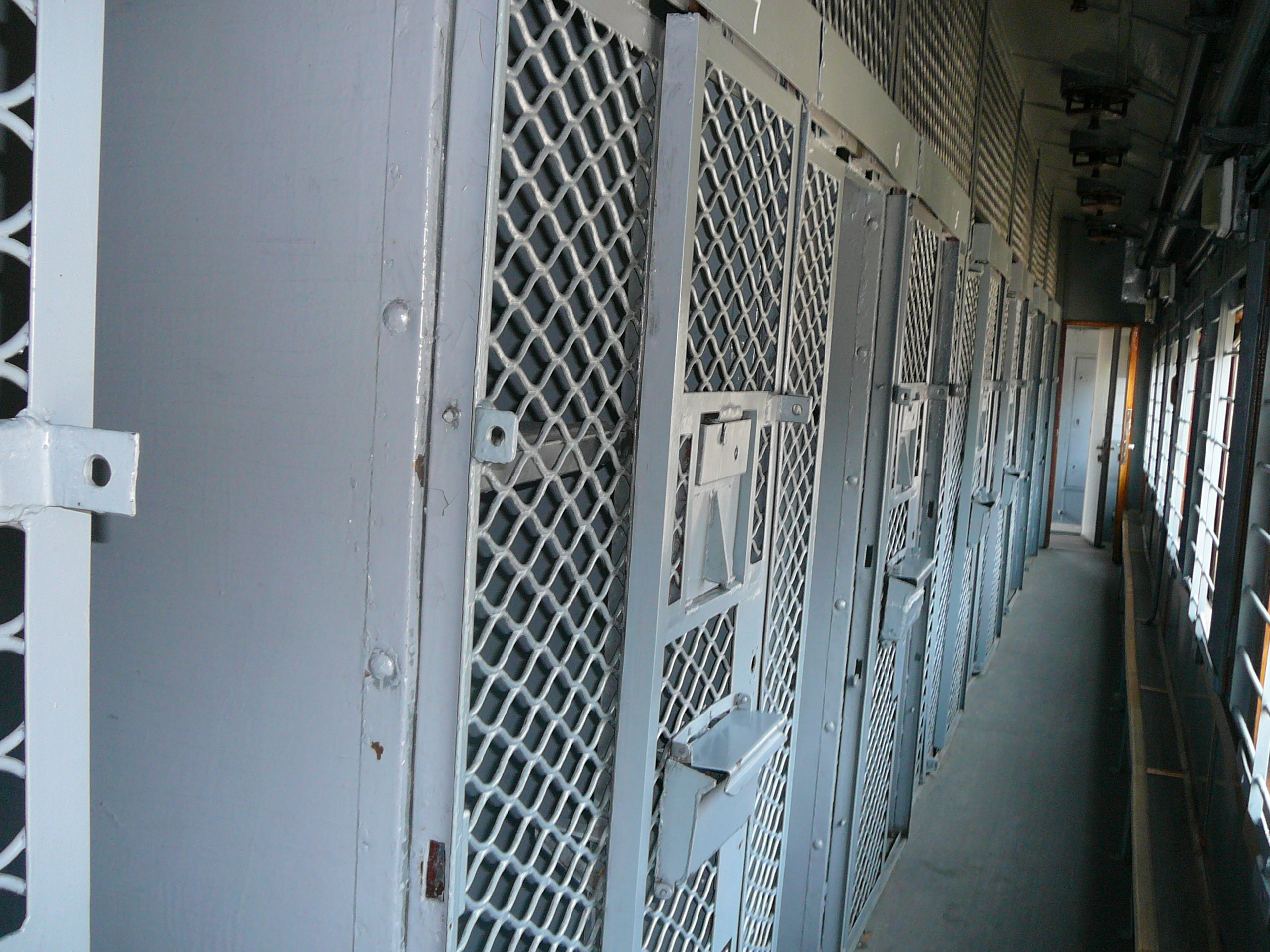
Vnitřek, úsek s celami

V dnešní době se už nepoužívají nákladní vagóny jako dříve, ale modifikované osobní vagóny. Vozy pro přepravu speciálních jednotek, model 61-4495 vyrábí vagonka ve Tversku. Celý vagón je ze železa a všechna okna jsou zamřížována zevnitř. Vagón je rozdělen na úsek pro vězně a úsek pro dozorce a další pracovníky. V celách prakticky není nic, co by nebylo z kovu a dalo se snadno urvat, ani okna tam nejsou. V každé cele je šest kovových lehátek, bez matrace a jakéhokoliv ložního prádla. Na okraji části určené vězňům je jedna cela, ve které jsou jen tři lehátka a je menší, ta je určena pro nejnebezpečnější vězně a podle jejich nebezpečnosti může být obsazena dvěma, ale třeba i jen jedním vězněm. Cela je buď naprosto bez osvětlení nebo je osvětlena jen slabou žárovkou, většina světla jde do cely z chodby. Ve vagonzaku je samozřejmě záchod a vězni jsou tam pouštěni každé čtyři hodiny a nebo pokud nutně potřebují, vždy jsou z cely pouštěni jen po jednom a pod dohledem jsou i na záchodě (dozorci je sledují přes malé okénko), mimo cesty na záchod nejsou z cel vypouštěni vůbec. Ve vagóně je i kuchyň a sklad potravin. Kuchař vaří jak pro dozorce, tak i pro vězně. Ve vagonu je kromě kuchyně i kupé pro dozorce se šesti lehátky a stolem uprostřed a samostatné kupé pouze pro velitele. Kapacita například vagonu typu CMV 61-4500 je 75 lidí včetně deseti dozorců a dalších pracovníků. Čísla vagonzaků začínají vždy na 76, pokud má vagon například číslo 028 76857, první tři čísla označují trať, na které je nejvíce používán, a další tři čísla za 76 jsou číslo konkrétního vagonu.

## Vagonzaki v médiích
- Děj filmu Караул se odehrává téměř výhradně ve vagonzaku.
- Jedna ze scén Джентльмены удачи byla natočena ve vagonzaku.
- Ve vagonzaku začínal film Опасные друзья.
- Píseň Jevgenije Grigorjeva Stolypin
- v mnoha dalších filmech a písních se vagonzak alespoň krátce objevuje nebo zmiňuje